# Rue Al-Mutanabbi
 (septembre 2021).
La mise en forme du texte ne suit pas les recommandations de Wikipédia : il faut le « wikifier ».
Les points d'amélioration suivants sont les cas les plus fréquents :
- Les titres sont pré-formatés par le logiciel. Ils ne sont ni en capitales, ni en gras.
- Le texte ne doit pas être écrit en capitales (les noms de famille non plus), ni en gras, ni en italique, ni en « petit »…
- Le gras n'est utilisé que pour surligner le titre de l'article dans l'introduction, une seule fois.
- L'italique est rarement utilisé : mots en langue étrangère, titres d'œuvres, noms de bateaux, etc.
- Les citations ne sont pas en italique mais en corps de texte normal. Elles sont entourées par des guillemets français : « et ».
- Les listes à puces sont à éviter, des paragraphes rédigés étant largement préférés. Les tableaux sont à réserver à la présentation de données structurées (résultats, etc.).
- Les appels de note de bas de page (petits chiffres en exposant, introduits par l'outil «  Source ») sont à placer entre la fin de phrase et le point final[comme ça].
- Les liens internes (vers d'autres articles de Wikipédia) sont à choisir avec parcimonie. Créez des liens vers des articles approfondissant le sujet. Les termes génériques sans rapport avec le sujet sont à éviter, ainsi que les répétitions de liens vers un même terme.
- Les liens externes sont à placer uniquement dans une section « Liens externes », à la fin de l'article. Ces liens sont à choisir avec parcimonie suivant les règles définies. Si un lien sert de source à l'article, son insertion dans le texte est à faire par les notes de bas de page.
- La présentation des références doit suivre les conventions bibliographiques. Il est recommandé d'utiliser les modèles {{Ouvrage}}, {{Chapitre}}, {{Article}}, {{Lien web}} et/ou {{Bibliographie}}. Le mode d'édition visuel peut mettre en forme automatiquement les références.
- Insérer une infobox (cadre d'informations à droite) n'est pas obligatoire pour parachever la mise en page.

Pour une aide détaillée, merci de consulter Aide:Wikification.
Si vous pensez que ces points ont été résolus, vous pouvez retirer ce bandeau et améliorer la mise en forme d'un autre article.
La  rue Al-Mutanabbi (en arabe : شارع المتنبي) est une rue de Bagdad, en Irak. Repère de patrimoine culturel bagdadien, elle est considérée comme l’une des plus célèbres rues de la capitale irakienne et le plus ancien des marchés de livres de la ville.
Une rue propre à Bagdad depuis sa création lors de l’époque abbaside sous le nom de (le marché des papetiers, warraq, en arabe: سوق الوراقين),[pas clair]. Elle est considérée jusqu’à nos jours comme un marché florissant de livres et qui regroupe des centaines de bibliothèques qui contiennent des milliers de titres et de publications et même de précieux manuscrits, sans compter les marchands de trottoirs qui exposent des publications rares et récentes, des imprimeries et de maisons de publications et de papetiers, des boutiques de réparation de stylos, d’outils de calligraphie et de dessin, contenant également dans ses cours et cafés des expositions d’art,  des conseils et forums culturels et plateformes d'opinion destinés à une élite de cultivés comme au grand public,,.

## Emplacement
La rue s’étend sur 700 mètres, commençant près de la région d’Al -Midane (arabe:الميدان) et de la rue Al -Rachid (arabe: الرشيد) l’icône bagdadienne (ou Khalil pacha jadesi lors de l’époque ottomane), du côté du fleuve Tigre au milieu de Bagdad sur la rive Est d’el Roussafa, et finissant par la statue du grand poète de la sagesse et du courage, Al- Mutanabbi, faisant face au fleuve.

## Survol historique
La rue revient aux fins de l’époque Abbasside (132-656 de l’hégire, 1517-1750 AC), destinée à l’écriture des œuvres et à la traduction, que les Abbassides nommaient le marché des papetiers ou « Darbe Zakha ,» (en arabe: درب زاخا , Zakha :mot  d’origine aramique désignant le papetier ou la personne dont le métier est l’écriture).  Les  Seldjoukides l’appelaient « la rue Al Mouafakya » relatant « l’école Al Mouafakya ,المدرسة الموفقية » dans ses alentours et qui fut construite par « Mouafak Al Khadim »,.
Le nom a changé lors du règne des ottomans qui battirent à côté le bâtiment du (Qushla  ou Qishla) en (1850) et en firent une caserne pour leur armée et la nommèrent « ekmek khane ,اكمك خانه» (la rue des boulangeries militaires) référant aux boulangeries qui fournissaient le pain à la caserne turque à l’époque.
Le marché vit le jour la première fois au XVIIIe siècle  sous le règne du wali ottoman de l’Iraq « Midhat Pacha ». Le nom changea de nouveau pour devenir « le sérail » lors de l’occupation anglaise au début du siècle dernier, et qui firent du « Qushla » le siège du gouverneur militaire.
Le nom de « Al- Moutanabbi » revient en 1932 à la suite de la formation par le roi « Fayçal 1er » du comité de nomination des places et des rues qui nomma cette rue par le nom du poète abbasside qui attira l’intérêt du monde, de la langue et des gens « AbouT̩ayeb Ah̩mad ibn al-H̩usayn al-Mutanabbī ». 
La rue contenait un grand nombre de cliniques médicales, de super marchés et épiceries, mais en 1955, à la suite de l’épanouissement du commerce accompagné de l’activité du commerce des livres, le commerce des livres se déplaça du « sérail » vers « Al Moutanabbi ». Tous les bâtiments furent démolis pour construire à leur place des immeubles, des imprimeries et des boutiques de vente de livres qui furent négligés après l’instauration du système républicain en Juillet 1958. Après le renversement du régime de « Abdel Karim Kassem » en février 1963, et la prise du pouvoir du parti « Baath », un grand nombre de titres et de publications furent interdits. Ce marché fut rouvert sur tous les titres politiques, culturels, religieux et littéraires, après 2003, après de longues décennies de surveillance et de poursuite.

## Phare culturel de Bagdad
L’ouverture irakienne sur les livres a contribué à l’élargissement de leur commerce et l’intérêt de la lecture comme on disait « les livres sont écrits au Caire, imprimés à Beyrouth et lus à Bagdad »… Neuf siècles à côtoyer le Tigre, la rue Al-Mutanabbi n’est pas seulement considérée comme la plus ancienne pionnière exposition du livre au monde, elle assiste à des séminaires et des activités culturelles, littéraires, artistiques et théâtrales, tous les vendredis, elle se transforme en un lieu de rencontre où se regroupent ses visiteurs intéressés par la culture et la littérature en des conversations culturelles concernant les livres et les nouvelles éditions, elle ouvre grand les bras aux artistes qui cherchent à présenter leurs talents en peinture, calligraphie et artisanat, au point d’être considérée.À l’heure actuelle,  la rue est  la cinquième plus importante rue culturelle du monde selon la classification des Nations Unies.
La rue des fanatiques de livres a unifié les gens de tous les composants pour respirer l’odeur du livre et pour faire revenir l’Iraq à l’époque dans laquelle les historiens en disaient qu’il est le paradis sur terre et le centre des beautés et des bontés.

## Les repères et bâtiments les plus importants
Bagdad abonde de repères de patrimoines et de traits orientaux authentiques: bâtiments, ornements, moucharabieh « shanashils » (en arabe: شناشيل او مشربيات), en plus de la présence des plus importants centres historiques et de civilisation islamique et non islamiques et un patrimoine hérité de plusieurs grandes époques. La rue Al-Mutanabbi avait une grande part de cet héritage, elle représente la pierre de base de l’évolution de la pensée et de la vraie culture irakienne avec ses authentiques aspects bagdadiens qui caractérisent ce qui reste de ces vieux bâtiments et qui portent l’identité de l’Iraq des années 1920 et 1930. 
La majorité des importants projets de l’époque voyaient le jour dans cette rue qui représentait le profil moderne et brillant de Bagdad que l’on nommait « la charmante de l’Est ». Le plus important repère qui s’y dresse est l’école « Al-Mouafakya », aujourd’hui « Al Qushla, القشلة », terme turc : قاشلاغ qui désigne la caserne des soldats, en langue arabe le terme désigne la résidence d’hiver, l’un des Bâtiments patrimoniaux de Bagdadiens dont la date de construction revient au dix-neuvième siècle, à l’époque où Bagdad était une wilaya de l’empire ottoman, construite par « Al-Mouafak Ben Abdullah Al-khatouni » servant de « Khatoune Melekchahya » épouse du calife « Al-Moustadhir ». Cette école occupait la place de « Al-Qushla » aujourd’hui dont la date revient à 1861 sous le règne du wali « Namik Pacha » dont le règne ne dura qu’un an et quelques mois (1861-1863) et la construction prit fin par le wali ottomane « Medhat Pacha » (1868-1871) qui différait des autres walis par sa grande admiration du progrès accompli par les pays européens dans tous les domaines de la vie, en plus de sa passion pour la réforme et le progrès. Les références et les documents historiques signalent que le wali ottomane se chargea des affaires de Bagdad, il ne s’est pas contenté de finir la construction de « Al-Qushla », mais il a ajouté à son plan architectural un deuxième étage, se basant sur les ruines de l’ancienne muraille Est de Bagdad, dont il utilisé les briques pour renforcer le bâtiment du sérail et bâtir une tour qui s’élève à 22 mètres surplombée par une grande horloge au milieu d’un jardin intérieur, conçue à sonner le matin pour réveiller les soldats et les informer des horaires d’entrainement militaire, c’était une institution civile-militaire sous la direction du Pacha groupant à son intérieur des milliers de soldats, leurs responsables et leurs entrepôts. La « Qushla » n’était pas dans une seule place mais presque chaque wilaya avait sa propre « Qushla », de là on nommait cette « Qushla » à l’Est du Tigre la « Qushla de Bagdad ». 
Après la compagne de la Mésopotamie et la chute de Bagdad en 1917, le drapeau britannique fut hissé sur la tour de l’horloge, puis le bâtiment fut utilisé comme siège du commandement britannique, le logement des officiers et de leurs familles, et fut ainsi nommé « le sérail ». En 1921, le bâtiment fut le théâtre du couronnement de Fayçal 1er gouverneur de l’Irak, et qui forma cinq ministères : la justice, l’intérieur, de maarif (actuellement ministère de l’Éducation), des travaux et des transports, puis forma le conseil des ministres. La rue devint le centre du premier gouvernement royal irakien jusqu’à la chute du régime royal en juillet 1958, les bâtiments furent négligés sous le régime républicain. 
En face de l’école « Al -Mouafakya » se trouve le centre culturel bagdadien, qui changea de nom à plusieurs reprises: pendant l’époque des mameluks ottomane on l’appelait « defterkhane » (siège des registres officiel, surtout les registres cadastraux), puis le wali Medhat Pacha le fit « l’école militaire rachidienneen »(en arabe: المدرسة الرشيدية), en 1869, après l’avoir reconstruite à sa forme actuelle, pour être la première école militaire moderne. 
Cette école a gradué un grand nombre d’officiers qui ont occupé d’importants postes dans l’État irakien après la formation du gouvernement. Les plus célèbres sont: Yassin al-Hachimi, Nouri Saïd, Jafar al-Askari, Abdul Muhsin Al-Saadoune, Jamil al-Midfai, Mouloud Moukhlis, Jamil Al-Rawi, Rachid Al-Khoja, l’historien Mohammed Raouf l’auteur du lexique géographique de l’ancienne ville de Bagdad. 
L’école s’est transformée en hôpital lors de la première guerre mondiale, et les anglais en firent le siège des tribunaux civils en 1917 après l’occupation pendant la guerre. 
Après l’établissement du royaume irakien, elle demeura le siège des tribunaux civils et pénaux jusqu’en 1978. Le premier carénage a eu lieu en 1992 et a duré 3 ans de la part du département des antiquités pour subir après les événements de 2003 des actions de vandalisme et négligée jusqu’en 2011, quand la préfecture de Bagdad a pris l’initiative de maintenance et de réouverture en tant que centre culturel. Ce centre contient plusieurs salles qui portent les noms de scientifiques, poètes et artistes irakiens, parmi lesquels : Ali Al-Wardi, Mustafa Jawad, Nazik al-Mala'ika, Jawad Salim, Hussein Ali Mahfoud. Elle renferme aussi des salles consacrées aux expositions d’art plastique portant le nom du sculpteur irakien Mohammad Ghani Hikmat et la salle « mille et une nuits » pour le cinéma, les salles « Shanashil » pour le maquam irakien et la salle « Sami Abdul Hamid » pour les festivals. 
Le centre culturel s’est procuré aussi des bibliothèques de personnes scientifiques, parmi lesquelles: bibliothèques et musée du docteur Ahmed Soussa, de l’érudit Mikhaïl Awad, de l’érudit Abdul Hamid Al-Rachoudi, du docteur Imad Abdul Salam, du peneur Azziz Sayed Jassim, du docteur et artiste d’art plastique Alaa Bachir. Ces bibliothèques contiennent des manuscrits, des raretés et d’importants documents et d’objets personnels. 
Le centre comprend également des musées d’importantes personnalités: le musée « Ard Al-Rafidain » de l’archiviste Sabah Al-Saadi, lu musée « Dar Assalam » de l’archiviste Mohamed Sayed Alwan, ainsi que le musée ‘le guide de la république Iraquienne de l’archiviste Hadi Al-Taii. 
Au rez de chaussée, on trouve « le centre du petit Mutanabbi » consacré aux activités d’enfants, la cour du centre accueil des expositions de livres, des bazars, des travaux d’artisanats, tous les vendredis on y assiste à des colloques et des rencontres littéraires, scientifiques et artistiques de toutes spécialités. 
À l’extrémité de la rue Al Mutanabbi se trouve le café « Al Chabandar », ancien patrimoine représentant le plus célèbre forum d’écrivains et de poètes à Bagdad, en ses débuts était « l’imprimerie Chabandar » construite entre (1907 et 1914). Le café était construit par « Mohamed Saïd Al -Chalabi » sur les ruines de l’imprimerie de « Moussa Al -Chabandar » qui occupa le poste de ministre des affaires étrangères pendant le régime royal en 1941dans le gouvernement formé par « Rachid Ali al-Gillani ». « Moussa Al Chabandar » fut exilé à la suite de faux mouchardages des quelques commerçants. Le propriétaire du café, construit en 1917, une fois décédé, son fils « Mahmoud Al Chalabi » prit la responsabilité de l’imprimerie et du café et leur réactivation. Ce café se distingue des autres café d’être la destination des penseurs, des hommes de loi et d’état, et par son emplacement géographique près des tribunaux et de cinq ministères sous le régime royal. Ce café a été considéré comme un monument historique à Bagdad et qui ne peut être modifié en aucun cas. 
À l’extrémité du marché du côté Est du Tigre, se trouvent d’étroits quartiers et de ruelles sinueuses du plus ancien marché de Bagdad nommé « Souk Al Sérail- Marché du Sérail » lié au commerce de papeterie de toutes sortes : cahiers, stylos et matériel de bureau. Le papier de journaux y été fabriqué manuellement. Des magasins prennent place sur les côtés du marché qui s’étend sur 300 mètres et dont la largeur ne dépasse point les 3 mètres. Sa construction a coïncidé, en 1660, avec la construction de la mosquée du vizir « Hassan Pacha » fils du vizir « Mohamed Pacha ». Son nom était lié à sa fonction géographique et n’avait pas encore qualité de marché de bibliothèques et de papeterie, mais était lié au service des fonctionnaires et des citoyens ayant à faire institutions gouvernementales. Au quinzième siècle le marché était connu comme « souk al titinchya-marché de tabac », marché d’outils de fumeurs « chabakchi », artisans et commerçants de cuir « sarrajines », d’horlogers, et d’autres. 
Le marché se distingue par son style spécifiquement bagdadien et par les briques « joumhouri » ajoutées aux briques originaires, il s’étend sous forme de plafonds en forme d’arcs et se distingue par ses espaces Muquarnas (éléments décoratifs en forme de nids d'abeilles) et des courbes superposées et des formes ressemblants à des dômes, des ouvertures d’éclairages et de ventilation qui fournissent au marché la fraicheur pendant les chauds mois de l’été. Le marché était la cible d’intérêt d’un grand nombre de poètes, d’écrivains et d’orientalistes, parmi lesquels : le grand poète indou « Tagore » dans les années trente du siècle dernier, l’orientaliste « Louis Massignon », l’écrivaine égyptienne « Aisha Abd al-Rahman- Bint al-Shati ( la Fille de la rive ), y avait une grande présence, le poète palestinien « Al-Moutawakil Taha », « Ahmad Hasan al-Zayyat » , « Ibrahim al-Mazini » en plus des écrivains irakiens. Ce qu’il ya de plus importants dans ce marché nous trouvons (Kebbé du Sérail) qui est considérée comme l’un des plus délicieux et célèbres plats irakiens.

## Les plus célèbres imprimeries et bibliothèques
Cette rue a acquis sa renommée aussi à travers les bibliothèques et les imprimeries qui s’y trouvent : la première imprimerie date du XIXe siècle, la première bibliothèque est « La bibliothèque arabe » de son propriétaire « Nou’man Al- Aadhami (1905) » considérée aussi comme l’une des plus anciennes en Irak, le propriétaire importait les livres des pays voisins et les érudits et les chercheurs venaient y trouver les références dont ils avaient besoin, cette imprimerie a contribué à imprimer de nombreux ouvrages arabes et étrangers en Irak et à l’étranger. Elle a changé de place de l’entrée du marché du Sérail vers son milieu où elle est encore de nos jours.  
En 1942, monsieur « Mahmoud Hilmy » a créé « La bibliothèque moderne », la deuxième à ouvrir au marché Sérail et la première à changer de place vers la rue Al- Mutanabbi en 1947 et dont la réputation égala celle de Nou’man Al -Aadhami» quand son propriétaire fournissait les références et livres de valeurs qu’il importait de l’Égypte en plus des magazines égyptiens dont il était le seul agent de distribution en Irak, ce qui augmenta le nombre de ses visiteurs érudits qui y tenaient des séminaires culturels, les plus célèbres sont :  Docteur Mustapha Jawad, l’avocat Abbas Al-Azawi, Abdul Razzak Al-Hassani, Taha Al- Hashimi, l’écrivain Ahmed Hamid Al -Sarraf, Abdul Mutallib Al Amine, et d’autres. Parmi les autres bibliothèques ouvertes à Bagdad, il y a « la bibliothèque Al Ahlya » et son propriétaire Abdul Amir Alhaydari en 1922 au marché « Al-Astarabadi » à « Al Kadhimya » qui s’est rapidement changé de place vers la le marché su Sérail. Après le décès de son propriétaire en 1954, elle fut dirigée par son fils Shams Al Dine Al-Haydari qui la transporta vers la rue Al-Mutanabbi où les écrivains et les chercheurs la visitaient pour trouver des références spécifiques. Cette bibliothèque prit en charge d’imprimer un grand nombre de livres arabes et étrangers. Elle est encore à sa même place sur la rue Al-Mutanabbi (immeuble Taha Abou Al Kachi) en face la maison Al-Anbar de publication, dirigée par (Sarmad) l’un des petits fils de Abdul Amir Al-Haydari. La bibliothèque (Al-Shabiba- la jeunesse), fondée par Rachid Abdul Jalil en 1930, au marché Sérail spécialisé aux livres et revues irakiennes depuis sa création jusqu’en 1980 pour se changer en papeterie et fournitures scolaires, elle existe toujours au même endroit dirigée par Sabah Rachid le fils du défunt Rachid  Abdul Jalil décédé en 1988, Il y a aussi la bibliothèque (Al-Zawraa) fondée en 1930 par Hussein Al-Fulfuli au marché Sérail, la bibliothèque (Al-Maarif) fondée par Jawad Haydar en 1932. Ces deux dernières existent toujours de nos jours. Il y a aussi la bibliothèque (Al-Mouthana) fondée par le célèbre publicateur (Qussim Al-Rajab) en 1936. 
Il y a aussi la bibliothèque (Al-Watanya- la nationale) fondée par Abdul Hamid Zahid entre (1923-1924), et bien d’autres comme (Al-Fayhaa, Al-Quyrouan, Al-Maoussouaa, Al-Nahdha, Al-Charkya). Il y avait plusieurs imprimeries comme : imprimerie Al-Chabandar, fondée par Mahmoud Afandi Al-Chababdar en 1907.

## Attentas
Comme toutes les régions de m’Irak et de Bagdad, la rue Al-Mutanabbi a été le théâtre de plusieurs explosions pendant la période d’instabilité sécuritaire après 2003 : le 5 Mars 2007, le drame a eu lieu et la tristesse a couvert les cœurs et les esprits de la  communauté culturelle, littéraire et intellectuelle à Bagdad et dans le monde, une voiture piégée stationnée devant le café Al-Chabandar a explosé causant la mort de trente personnes et 100 blessés. Pendant deux jours les fumées de l’incendie de l’explosion ont couvert le ciel de la rue A- Mutanabbi, les flemmes ont dévasté les bibliothèques historiques, la bibliothèque Al-Nahdha, fondée pendant les années cinquante du siècle dernier a été totalement détruite, ainsi que la bibliothèaue Al-Aassrya, la plus ancienne de la rue, fondée en 1908. L’explosion n’a pas causé la mort de trente personnes seulement, mais en réalité des milliers d’intellectuels, hommes de lettres, penseurs à travers le monde, l’un des monuments culturels historiques a été détruit. Un jour plus tard, une explosion a ciblé la rue des bibliothèques à Hilla dans le gouvernorat de Babil, par deux ceintures d’explosifs causant la mort et la blessure  de beaucoup de gens. 

## La reconstruction de la rue Al Mutanabbi
Un comité a été formé par le ministère de la culture, le ministère des municipalités, le conseil du gouvernorat de Bagdad pour reconstruire la rue Al- Mutanabbi, la municipalité de Bagdad a annoncé l’achèvement des travaux de reconstruction et réhabilitation de la rue Al-Mutanabbi au milieu de Bagdad d’un coût de cinq milliards de dinars (4,2 millions de dollars), après la destruction de grandes parties de la rue par une explosion d’une voiture piégée.
La réhabilitation et reconstruction des bâtiments traditionnels ont été achevées avec la réhabilitation de la bibliothèque Al Asrya et le café Al-Chabandar et autres bâtiments et bibliothèques d désignés en collaboration avec le département du patrimoine en tant que des sites culturels et un centre de rayonnement culturel et un des symboles de la ville de Bagdad.
La reconstruction a été achevée utilisant les briques bagdadiennes jaune (chefkim, چفقيم), le caractère authentique unique et son esthétique, ses utilisations et la méthode de sa fabrication artistique avec une intégrité et une équité étonnantes correspondant l’histoire et le nom de la rue et son importance culturelle en plus de la statue du grand poète (Abou Al-Tayib Al-Mutanabbi) à l’intersection avec le rue conduisant à la Qushla et construite par le sculpteur Saad Al-Rubeii.
La rue a été garni pad des décorations extérieures sous formes d’arc arabes islamiques sur les façades des bâtiments sur les deux côtés de la rue, suivant les modèles spécifiques conçus par le bureau consultatif de l’université de technologie pour garantir le maximum degré de professionnalisme lors de l’exécution de ces formes de travaux concernant le patrimoine et l’authenticité de la capitale. Les espaces sur la rivière du Tigre près de la rue Al-Mutanabbi ont été développés pour devenir des espaces verts au service de  ses visiteurs : lecteurs et intellectuelles qui veulent lire sur les bords de la rivière.
La rue a été rouverte officiellement le 18 décembre 2008 en présence du premier ministre, Mr. Nouri Al Maliki, à l’époque et de quelques hommes de lettres, artistes et intellectuels irakiens.

## Le projet de la rue Al-Mutanabbi
Juste après l’attentat suicidaire par voiture piégée à la rue Al-Mutanabbi à Bagdad en 2007, et la destruction de beaucoup de bibliothèques, d’imprimeries et de cafés que les intellectuels fréquentaient, le poète et le bouquiniste américain (Beau Beausoleil), lança un projet sous le nom « la rue Al-Mutanabbi » sous la sensation d’avoir un lien spécifique entre lui et la rue Al-Mutanabbi après l’explosion qu’il a considéré comme une attaque cintre la culture et la pensée dans tout le monde. Le projet a commencé par une soirée poétique en éloge aux victimes de l’attentat, puis l’initiative pris une plus grande ampleur au cours des dernières années avec la participation de plus de 450 hommes de lettres et artistes de différents pays parmi lesquels : les États-Unis, le Canada, l’Australie, la Grande-Bretagne, la Belgique, et autres, et des expositions annuelles partout dans le monde.
Le projet « la rue Al Mutanabbi commence ici » vise en principe à collecter 130 tableaux imprimés de différents artistes, un nombre qui correspond au nombre de victimes de l’attentat de Bagdad. Le nombre dépassant de beaucoup, les premiers 133 œuvres ont été offertes à la maison nationale irakienne des livres et des documents. (Beau Beausoleil) tente d’envoyer un message de solidarité des créatives dans le monde avec le peuple irakien face aux attaques sur son héritage culturels, regroupant tous ce qui a été écrit par les hommes de lettres participant au projet dans dossier publié en 2012, en plus de la présentation des œuvres des artistes participants dans des expositions à travers le monde.

## Le projet de soutien et de stabilité et rétablissement de l’Irak à travers le développement local
La rue Al-Mutanabbi assiste actuellement à une opération de restauration de ses monuments et ses bibliothèques dans le but de développer la culture irakienne soutenue par l’Agence américaine pour le développement international (USAID), dans le cadre du programme  de développement des Nations unies (UNDP) en Irak, un nombre de jeunes du renouvellement et le développement sociale, a décidé de restaurer et reconstruire la  cette vallée de la culture à partir de 5 bibliothèques comme première étape puis la bibliothèque Al-Sharkya, le centre culturel bagdadien, le café Al-Chabandar,comme deuxième étape d’une rue qui attire des centaines de milliers de visiteurs continuellement.